# Pholcus oculosus
Espèce
Pholcus oculosus est une espèce d'araignées aranéomorphes de la famille des Pholcidae.

## Distribution
Cette espèce est endémique du Hebei en Chine,.

## Description
Le mâle étudié par Huber en 2011 mesure 5,2 mm.

## Publication originale
- Zhang & Zhang, 2000 : Three new species and a new discovery of female of genus Pholcus from Taihang Mts., China. Journal of Hebei University (Natural Science Edition, p. 20, no 2, p. 151-156.